# Гостелоу, Гордон
Гордон Гостелоу (англ. Gordon Gostelow; 1925—2007) — новозеландский актер.

## Биография
Родился 14 мая 1925 года в Веллингтоне, Новая Зеландия.
Учился в Австралии в North Sydney Boys High School и в Сиднейском университете (на экономиста).
В середине 1950-х годов отправился в Англию и работал в театре (пантомима и комедия), в том числе королевской шекспировской компании (англ. Royal Shakespeare Company), а также исполнял различные роли на Британском телевидении.
Умер 3 июня 2007 года в Лондоне.

### Личная жизнь
Женой Гостелоу с февраля 1964 года и до его смерти — была английская актриса Вивиан Пиклз.
У них был сын — Гарри Гостелоу (род. в декабре 1964).